# Ernst Werner Techow
Ernst Werner Techow (12 octobre 1901 – 9 mai 1945) est un assassin allemand d'extrême droite. En 1922, il prend part à l'assassinat du ministre des affaires étrangères Walther Rathenau. Après sa libération de prison, il rejoint le parti nazi, mais sort rapidement du mouvement et tombe dans l'oubli. Vers la fin de la seconde guerre mondiale, il rejoint le Volkssturm. Il est tué après avoir été capturé par l'armée rouge soviétique près de Dresde, le 9 mai 1945. La légende raconte que Techow a changé d'opinion politique après sa sortie de prison, rejoint la légion étrangère française sous le nom de « Tessier » et s'engage à aider les juifs à fuir la France occupée. Ce récit totalement infondé repose sur des on-dit dont le journaliste American George W. Herald a tiré une histoire pour le magazine Harper's en 1943.

## Jeunesse
Techow est issu d'une éminente famille de magistrats berlinois ; son grand père est l'un des héros de la révolution libérale de 1848. En 1918 Techow se porte volontaire pour rejoindre la marine allemande. Après la révolution allemande de novembre 1918, il rentre en contact avec les forces contre révolutionnaires. Il rejoint la brigade Ehrhardt, et participe au putsch de Kapp. Après la dissolution des Corps francs, il rejoint l'Organisation Consul, organisation secrète issue de la brigade Ehrhardt. Comme beaucoup de ses camarades, il est aussi membre de Deutschvölkischer Schutz- und Trutzbund, organisation violemment antisémite.

## Assassinat de Walther Rathenau
Le 24 juin 1922, deux mois après la signature du traité de Rapallo en 1922, Rathenau est assassiné par deux membres de l'Organisation Consul, Erwin Kern et Hermann Fischer. Ce matin-là il se rend en voiture de sa maison de Grunewald au ministère des Affaires étrangères dans la Wilhelmstraße, comme il le fait quotidiennement. Durant ce trajet, sa voiture est dépassée par une autre dans laquelle sont assis trois hommes. En passant, Kern tire sur Rathenau avec une mitraillette, et Fisher jette une grenade dans la voiture, avant que Techow ne les conduise rapidement loin de la scène. Un mémorial en pierre dans le Koenigsallee à Berlin-Grunewald marque cette scène de crime. Rathenau est vivement pleuré en Allemagne. La nouvelle de sa mort provoque des troubles au Reichstag et incite des millions d'Allemands à se mobiliser contre le terrorisme.

## Arrestation et jugement
Quand un témoin parle de cette histoire en public, les assassins sont identifiés en quelques jours. Techow est dénoncé par des proches le 29 juin. Kern et Fischer réussissent à échapper à leurs poursuivants, jusqu'à ce qu'ils soient pris au piège dans le château de Thuringian Saaleck le 17 juin. Kern est tué par une balle perdue et Fischer se suicide. Au procès d'octobre 1922, Techow est donc le seul accusé inculpé pour meurtre. Il échappe de peu à la peine de mort : grâce à un aveu de dernière minute, il convainc le tribunal qu'il a agi sous la contrainte, puisque Kern avait menacé de le tuer quand il avait voulu se retirer du complot d'assassinat. Ainsi il s'en tire avec 15 ans de prison pour complicité de meurtre. Il a peut-être aussi bénéficié d'une lettre adressée à la mère de Techow par Mathilde Rathenau, la mère de la victime,.

« Dans une douleur inexplicable, je vous tends la main. Vous, de toutes les femmes, la plus pitoyable. Dites à votre fils qu'au nom de celui qu'il a tué, je pardonne, comme Dieu peut pardonner, si devant un juge il confesse franchement sa culpabilité et qu'il se repente devant un juge céleste. S'il avait connu mon fils, l'homme le plus noble que la Terre ait porté, il aurait alors plutôt retourné l'arme contre lui-même. Puissent ces mots vous apporter la paix. »

La peine de Techow est réduite par une amnistie en 1928. À sa sortie de prison à Halle, en Saxe-Anhalt le 7 janvier 1930, il est accueilli par les délégations des sections locales de Stahlhelm du Bund der Frontsoldaten, le parti populaire allemand et la NSDAP. Il rejoint ensuite le parti nazi, les SA et la rédaction du journal nazi berlinois Der Angriff en 1931. Il participe au putsch de Stennes et est exclu du parti en avril 1931. Sa dernière apparition publique date d'octobre 1933, lorsqu'un monument pour ses compagnons assassins Fischer et Kern est inauguré à Saaleck. En 1934, il publie une brochure d'excuses sur l'assassinat de Rathenau.
Au cours des années suivantes, Techow travaille pour la Deutsche Umsiedlungs-Treuhand-Gesellschaft. En mai 1941, il s'engage dans la marine allemande. Il est correspondant de guerre, jusqu'à ce qu'il soit grièvement blessé lors du naufrage du bateau sur lequel il se trouve en octobre 1942. Peu avant la fin de la guerre, il rejoint le Volkssturm. Il est fait prisonnier de guerre sur le terrain d'entraînement militaire de Königsbrück près de Dresde et aurait été tué par un soldat soviétique en raison d'un malentendu. La date officielle de son décès est le 9 mai 1945.

## La légende de «Tessier»
En avril 1943 le journaliste Américain George W. Herald publie le livre My favorite Assassin. Il prétend avoir rencontré un capitaine de la légion étrangère française sous le nom de Tessier en 1940. Ce capitaine, qui prétendait être Herald, s'avère être Ernst Werner Techow. Il est très touché par la lettre de Mathilde Rathenau, s'est abstenu d'antisémitisme et a rejoint la Légion Étrangère française. En 1941, Herald a en outre rapporté que, Techow-Tessier a aidé à sauver des centaines de juifs à Marseille.
Bien que cette histoire ait rapidement été remise en question en raison de quelques incohérences majeures, elle a quand même continué à circuler.

## Dans les médias
- Verschwörung gegen die Republik : Der Mord an Walther Rathenau (en français : Complot contre la République : l'assassinat de Walter Rathenau), téléfilm allemand, réalisé en 2009 par Heinrich Billstein.
- Before the Court of Heaven, fiction historique de Jack Mayer (2015), raconte l'histoire de l'assassinat de Rathenau et de la rédemption complexe et déchirante de Ernst Werner Techow[10].